# 7456 Doressoundiram
7456 Doressoundiram este un asteroid din centura principală, descoperit pe 17 iulie 1982, de Edward Bowell.